# Miguel Paz Barahona

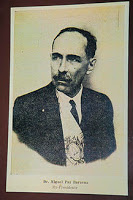
Miguel Paz Barahona

Miguel Paz Barahona (1863 – 1937), was een Hondurees politicus. Van 1 februari 1925 tot 1 februari 1929 was hij president van Honduras.

## Biografie
Miguel Paz Barahona was een vooraanstaand lid van de Nationale Partij van Honduras (Partido Nacional de Honduras). Mede dankzij zijn inzet won de presidentskandidaat van de PNH, generaal Tiburcio Carías Andino, de presidentsverkiezingen van oktober 1923. Paz Barahona werd gekozen tot vicepresident van Honduras. Echter, Carías verwierf geen meerderheid waarna, volgens de grondwet van Honduras, het Nationaal Congre (Congreso Nacional) de taak kreeg om een nieuwe president te kiezen. Toen het verdeelde Hondurese parlement er niet in slaagde om een nieuwe president aan te wijzen trok zittend president Rafael López Gutiérrez van de Liberale Partij van Honduras (Partido Liberal de Honduras) alle macht naar zich toe waarna er een burgeroorlog uitbrak tussen aanhanger van López Gutiérrez en Carías. Paz Barahona was tijdens deze kortstondige burgeroorlog een van de belangrijkste adiviseurs van Carías. De nationalisten van Carías versloegen de aanhangers van López Gutiérrez die korte tijd later overleed. Na bemiddeling door de Verenigde Staten van Amerika kwam er op 28 april 1924 een vredesverdrag tot stand. Overgangspresident werd generaal Vicente Tosta die nieuwe verkiezingen uitschreef. Paz Barahona werd door de PNH gekozen als nieuwe presidentskandidaat.

### Presidentschap
Miguel Paz Barahona won de presidentsverkiezingen van 1924 gemakkelijk omdat de kandidaat van de PLH zich uit de verkiezingsstrijd had teruggetrokken. Op 1 februari 1925 werd Paz Barahona als president geïnaugureerd. Tijdens zijn presidentschap die tot 1 februari 1929 duurde, was Carías de "macht achter de troon". Paz Barahona's presidentschap stond in het teken van het uitvoeren van het hervormingsprogramma van de PNH. Zo werd er veel geld besteed aan de modernisering van de infrastructuur, de bouw van scholen en de afbetaling van buitenlandse leningen. Verder kondigde Paz Barahona een amnestie af voor personen die betrokken waren bij de burgeroorlog van 1923/1924 en eerdere opstanden. Hoewel er in 1925 en in 1926 kleine opstandjes waren, was het tijdens de ambtstermijn van Paz Barahona opvallend rustig.
De presidentsverkiezingen van 1928 verliepen enigszins onrustig en werden gewonnen door Vicente Mejía Colindres van de oppositionele PLH. Hij versloeg Carías, de kandidaat van de PNH. Anders dan verwacht accepteerde generaal Carías de uitslag en pleegde geen staatsgreep.
Miguel Paz Barahona overleed in 1937.